# Perissus wenroncheni
Perissus wenroncheni là một loài bọ cánh cứng trong họ Cerambycidae.